# Riemann (Familienname)
Riemann ist ein deutscher Familienname.

## Namensträger
- Alexander Riemann (* 1992), deutscher Fußballspieler
- Bernhard Riemann (1826–1866), deutscher Mathematiker
- Carl Riemann (1785–1843), deutscher evangelisch-lutherischer Geistlicher
- Christel Riemann-Hanewinckel (* 1947), deutsche Politikerin (SPD)
- Dietmar Riemann (* 1950), deutscher Fotograf und Autor
- Elisabeth Graf-Riemann (* 1958), deutsche Schriftstellerin, Lektorin, Redakteurin und Fachbuchautorin
- Erhard Riemann (1907–1984), deutscher Volkskundler, Hochschullehrer in Kiel
- Erika Riemann (1930–2021), deutsche Autorin
- Ernst Riemann (1882–1953), deutscher Pianist und Komponist von E-Musik
- Ernst Riemann (Ingenieur) (1904–1998), deutscher Ingenieur und Hochschullehrer
- Fritz Riemann (Schachspieler) (1859–1932), deutscher Schachspieler
- Fritz Riemann (Architekt) (1881–1955), deutscher Architekt
- Fritz Riemann (Psychoanalytiker) (1902–1979), deutscher Psychoanalytiker, Astrologe und Autor
- Gottfried Riemann (1931–2019), deutscher Kunsthistoriker
- Hagen Riemann (* 1969), deutscher Politiker
- Hans Riemann (1899–1992), deutscher Archäologe
- Heinrich Arminius Riemann (1793–1872), deutscher Burschenschafter und Theologe
- Helga Riemann (Helga Schiff-Riemann; 1924–2004), österreichische Komponistin, Musikpädagogin, Musiktherapeutin und Journalistin
- Helmut Riemann (* 1943), deutscher Architekt
- Hermann Riemann (Pädagoge) (1822–1889), deutscher Gymnasiallehrer und Schulleiter, Lokalhistoriker und Ehrendoktor der Universität Greifswald
- Hugo Riemann (1849–1919), deutscher Musiktheoretiker
- Johannes Riemann (1888–1959), deutscher Schauspieler
- Julius Riemann (1855–1935), General der Infanterie
- Julius Riemann (Politiker) (1832–1885), deutscher Richter, Verwaltungsjurist und Politiker, Oberbürgermeister von Nordhausen
- Jürgen F. Riemann (* 1943), deutscher Internist und Gastroenterologe
- Käthe Riemann (1928–2000), deutsche Dramaturgin und Autorin
- Katja Riemann (* 1963), deutsche Schauspielerin, Sängerin und Autorin
- Lutz Riemann (1940–2023), deutscher Schauspieler, Journalist und Autor
- Manfred Riemann (1930–2015), deutscher Ingenieur und Hochschullehrer
- Manuel Riemann (* 1988), deutscher Fußballtorwart
- Otto Riemann (1853–1936), General der Infanterie
- Paula Riemann (* 1993), deutsche Schauspielerin
- Peter Riemann (* 1945), deutscher Architekt, Stadtplaner und Autor
- Robert Riemann (1877–1962), deutscher Literaturhistoriker
- Rudolf Riemann (1825–1885), deutscher Fremdenverkehrspionier
- Sabine Riemann (* 1953), deutsche Physikerin
- Sven Riemann (* 1967), deutscher Schauspieler
- Tord Hugo Riemann (1925–1992), deutscher Jurist
- Tord Robert Riemann (1951–2021), deutscher Physiker
- Torsten Riemann (* 1964), deutscher Liedermacher und Musiker
- Udo Riemann (1926/1927–1976), deutscher Hochschullehrer für Technik in der Tierproduktion
- Waldemar Riemann (1874–1952), deutscher Schwimmer
- Walter Riemann, deutscher Schwimmer
- Werner Riemann (Maler) (1893–1936), deutscher Maler
- Werner Riemann (Schauspieler) (1934–2023), deutscher Schauspieler
- Werner Riemann (Ruderer), deutscher Rudersportler
- Wilhelm Riemann (1827–1904), Geheimer Bergrat in Wetzlar
- Wolfgang Riemann (Turkologe) (* 1944), deutscher Turkologe und Islamwissenschaftler
- Wolfgang Riemann (Fußballspieler) (* 1949), deutscher Fußballspieler
- Wolfgang Riemann (Politiker) (1951–2024), deutscher Politiker (CDU)
- Ziska Riemann (* 1973), deutsche Comic-Zeichnerin und Drehbuchautorin